# Pierre-de-Bresse

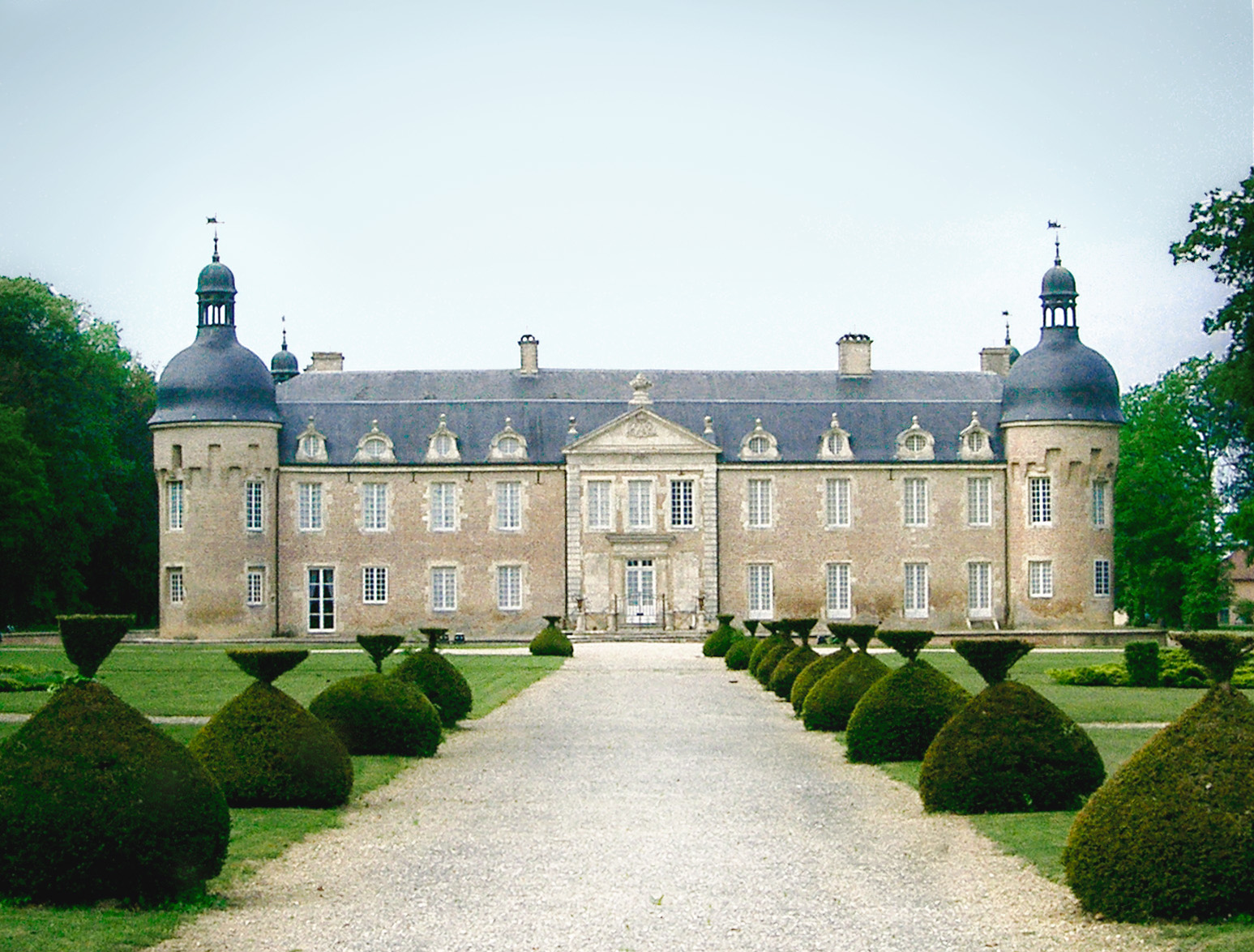
Château de Pierre de Bresse

Pierre-de-Bresse – miejscowość i gmina we Francji, w regionie Burgundia-Franche-Comté, w departamencie Saona i Loara.
Według danych na rok 1990 gminę zamieszkiwało 1981 osób, a gęstość zaludnienia wynosiła 71 osób/km² (wśród 2044 gmin Burgundii Pierre-de-Bresse plasuje się na 102. miejscu pod względem liczby ludności, natomiast pod względem powierzchni na miejscu 216.).